# توتال دیواز
توتال دیواز (به انگلیسی: Total Divas)یک برنامه واقع گرایانه محصول کشور آمریکا است که از ۲۸ جولای ۲۰۱۳، در شبکه ئی! روی آنتن رفت. این برنامه به زندگی شخصی و روزانه ستارگان زن کمپانی دبلیودبلیوئی می‌پردازد و برخلاف برنامه‌های دیگر دبلیودبلیوئی، از نام اصلی دیواها بجای نام مستعار استفاده می‌شود.

## تهیه و تولید
در می ۲۰۱۳، برنامه توتال دیواز به عنوان همکاری با شبکه ئی! اعلام شد. در ۱۴ اوت ۲۰۱۳، شش قسمت دیگر به برنامه اضافه شد تا فصل اول به ۱۵ قسمت برسد. قسمت نهایی تابستان در ۱۵ سپتامبر ۲۰۱۳، پخش شد و بقیه فصل اول در ۱۰ نوامبر پخش شد. در ۲۰ نوامبر جاش متیوس فاش کرد که فصل جدید برنامه در راه است. فصل دوم در ۱۶ مارس ۲۰۱۴، با اضافه شدن سامر رائی شروع می‌شود.

## قسمت‌ها

### فصل ۱ (۲۰۱۳)
| شماره در سریال | شماره در فصل | عنوان                       | تاریخ پخش       | بینندگان در آمریکا (میلیون) |
| --- | ------------ | --------------------------- | --------------- | --------------------------- |
| ۱ | ۱            | «به دبلیودبلیوئی خوش آمدید» | ۲۸ ژوئیه ۲۰۱۳   | ۱٫۳۴                        |
| دیواها شروع به آماده‌سازی خود برای رسلمینیای ۲۹ می‌کنند. نیکی درباره رابطه اش با جان سینا تردید دارد. وقتی دوست پسر کامرون، وینسنت، بخاطر صحنه‌ای رابطه اش را تمام می‌کند؛ نائومی شرمنده می‌شود و در میان این دو گیر می‌افتد.     |              |                             |                 |                             |
| ۲ | ۲            | «رقص تانگو با فاندانگو»     | ۴ اوت ۲۰۱۳      | ۱٫۵۲                        |
| ایوا برنامه ریزی می‌کند تا با طرح ریزی همراه با فاندانگو در ردیف برندگان قرار گیرد. نیکی و بری به خود استراحت می‌دهند و با جان سینا و دنیل برایان به تعطیلات می‌روند. وقتی یک جالباسی خراب می‌شود، کامرون و نائومی شوکه می‌شوند. |              |                             |                 |                             |
| ۳ | ۳            | «سیاره وحشت ترسیده»         | ۱۱ اوت ۲۰۱۳     | ۱٫۶۷                        |
| نائومی و نامزدش جیمی یوسو، با مشکلات ازدواج درگیرند. جوجو به دوست پسرش اولتیماتوم می‌دهد. بری می‌خواهد به فینیکس برود ولی نیکی مخالف است.                                                                                     |              |                             |                 |                             |
| ۴ | ۴            | «دوقلوی چاق»                | ۱۸ اوت ۲۰۱۳     | ۱٫۳۴                        |
| نیکی بخاطر وزنش خجالت می‌کشد. کامرون قصد می‌کند کاشت سینه انجام دهد. ناتالیا به نامزدش تایسون کید می‌گوید انتظار عشق بیشتری دارد.                                                                                              |              |                             |                 |                             |
| ۵ | ۵            | «درگیری فانکاداکتیلز»       | ۲۵ اوت ۲۰۱۳     | ۱٫۴6                        |
| کامرون و نائومی دعوا می‌کنند و از هم جدا می‌شوند. بری، نیکی را تشویق می‌کند تا با پدرشان مشورت کند. وقتی مادر تایسون کید می‌رسد، رابطه ناتالیا و تایسون دچار مشکل می‌شود.                                                        |              |                             |                 |                             |
| ۶ | ۶            | «دیوای لاس وگاس»            | ۱ سپتامبر ۲۰۱۳  | ۱٫۵۲                        |
| دیواها به لاس وگاس می‌روند تا در مهمانی مجردی ناتالیا شرکت کنند. جوجو درباره رابطه اش با جاستین گیبریل گیج می‌شود. وقتی ناتالیا رفتارهای بسیار صمیمی از دوستش جرت، می‌بیند هول می‌کند.                                          |              |                             |                 |                             |
| ۷ | ۷            | «یک پا بالا»                | ۸ سپتامبر ۲۰۱۳  | ۱٫۰۹                        |
| وقتی نیکی دچار مصدومیت می‌شود، مسیر شغلیش دچار مخاطره می‌شود. اوا برای مجله ماکسیم چند عکس می‌گیرد و جوجو حسادت می‌کند. کامرون نگران بیشتر کردن رابطه اش با وینسنت است.                                                         |              |                             |                 |                             |
| ۸ | ۸            | «بدون ساقدوش»               | ۱۵ سپتامبر ۲۰۱۳ | ۱٫۰۳                        |
| زمان عروسی ناتالیا و تایسون کید ناگهان عوض می‌شود. جان از نیکی می‌خواهد به دیدن خانواده اش برود. کامرون به بیمارستان می‌رود. دوستی اوا و جوجو در خطر می‌افتد.                                                                   |              |                             |                 |                             |
| - | -            | «مهمانی توتال دیواز»        | ۱۵ سپتامبر ۲۰۱۳ | ۰٫۹۳                        |
| در میانه فصل بازیگران دور هم جمع می‌شوند تا درباره پستی و بلندی‌های این فصل صحبت کنند. |              |                             |                 |                             |
| ۹ | ۹            | «سامراسلم»                  | ۱۰ نوامبر ۲۰۱۳  | ۱٫۲۵                        |
| وقتی اوا به‌طور ناگهانی محبوب می‌شود، نیکی احساس خطر می‌کند. کامرون در کنترل خشم خود مشکل دارد. ناتالیا بعد از یک اتفاق درون رینگ، خجالت زده است. رفتار جان بخاطر مصدومیت آرنجش مشکوک می‌شود.                                   |              |                             |                 |                             |
| ۱۰ | ۱۰           | «نیکی پرستار»               | ۱۷ نوامبر ۲۰۱۳  | ۱٫۴۱                        |
| نیکی تصمیم می‌گیرد به خانه جان نقل مکان کند. ایوا درخواست مجریگری در تلویزیون را می‌دهد و به فکر تقلب می‌افتد. نائومی، جیمی یوسو را قانع می‌کند تا انگشت پایش را به دکتر نشان دهد.                                              |              |                             |                 |                             |
| ۱۱ | ۱۱           | «خشم»                       | ۲۴ نوامبر ۲۰۱۳  | ۰٫۹۲                        |
| بری برای قبول بدنامی برایان اوقات بدی را دارد. ناتالیا حس می‌کند اوا زیادی به تایسون کید نزدیک می‌شود. نیکی مجبور به انجام دادن تقاضاهای جان می‌شود. کامرون از سکس با وینسنت هراس دارد.                                        |              |                             |                 |                             |
| ۱۲ | ۱۲           | «آن متقلب را بگیر»          | ۱ دسامبر ۲۰۱۳   | ۱٫۴۴                        |
| کامرون، وینسنت را تشویق می‌کند برای دبلیودبلیوئی تست استخدام دهد. نیکی در زندگی با جان اوقات سختی دارد. وقتی پدر نائومی به خانه او نقل مکان می‌کند، رابطه اش با جیمی یوسو عوض می‌شود.                                          |              |                             |                 |                             |
| ۱۳ | ۱۳           | «خداحافظی کردن»             | ۸ دسامبر ۲۰۱۳   | ۱٫۲۰                        |
| نائومی از حسادت‌های جیمی خسته می‌شود. نیکی عصبانی می‌شود چون بری به مصدومیتش به عنوان تعطیلات اشاره می‌کند. ناتالیا و تایسون کید نابود می‌شوند وقتی مجبور به کشتن گربه‌شان بخاطر بیماری می‌شوند.                                   |              |                             |                 |                             |
| ۱۴ | ۱۴           | «آماده برای سواری»          | ۱۵ دسامبر ۲۰۱۳  | ۱٫۲۹                        |
| آینده نیکی و جان نامطمئن به نظر می‌رسد. برایان از بری خواستگاری می‌کند. نهایتاً اوا، نامزدش را به خانواده اش معرفی می‌کند. |              |                             |                 |                             |

### فصل ۲ (۲۰۱۴)
برنامه توتال دیواز برای فصل دوم در ۲۵ نوامبر ۲۰۱۳ تمدید شد. این فصل در ۱۶ مارس ۲۰۱۴ روی آنتن می‌رود.

#### قسمت۱: دیوای جدید ساختمان
سامر ری به بقیه دیواها معرفی می‌شود. بعداً بین او و ناتالیا یک جنگ درمی گیرد. اوا ماری اوقات متفاوتی دارد. او با والدینش دربارهٔ فرار با معشوقش حرف می‌زند. احتمال دارد نیکی بدون دوست پسرش، جان زندگی کند، زیرا جان علاقه‌ای به ازدواج یا بچه دار شدن ندارد. وقتی والدین اوا به دیدنش می‌روند، مجبور می‌شود دوست پسرش را مخفی کند. بعداً برای این کار مضطرب می‌شود، پس واقعیت را فاش می‌کند. بری تلاش می‌کند به خواهرش که پیامی از جان سینا دریافت کرده، کمک کند و آن‌ها در سن دیگو یکدیگر را ملاقات می‌کنند.

#### قسمت۲: اتوبوس برنیل
وقتی نیکی با دوست پسرش ملاقات می‌کند، احساسات مختلفی دربارهٔ رابطه اش دارد. بعد از اینکه نیکی، اتوبوس جان را به بری نشان می‌دهد؛ بری، بر این را مجبور می‌کند یک اتوبوس تفریحی اجاره کند. در طول یک مسابقه در راء دندان نیکی با دریافت ضربه‌ای از تأمینا می‌افتد. در همین زمان، در طول تور تفریحی در اتوبوس، تنش بین ناتالیا و سامر ادامه می‌یابد. کامرون از روشی که اوا خودش را موفق نشان می‌دهد عصبی می‌شود و گذشته اوا را پیش می‌کشد. این کار باعث مواجهه این دو می‌شود. بری برای اتفاقی که برای خواهرش افتاد، خواهان تلافی است و می خواد مقابل ای جی و تأمینا بایستد.

#### قسمت۳: طرف بد بری
بری حس می‌کند سامر رائی با لاس زدن در حال ایجاد فاصله بین او و دنیل است. مشکل ناتالیا بزرگ می‌شود.

#### قسمت۴: دم، بازدم
به ناتالیا گفته می‌شود باید یک عمل جراحی انجام دهد. نیکی حس می‌کند جان به او دروغ می‌گوید. نائومی موزیک ویدیو بیرون می‌دهد.

#### قسمت۵: بهتر یا بدتر
نیکی و کامرون به ناتالیا کمک می‌کنند دوباره با دوست پسرش قرار بگذارد. اوا مشکلات سلامتی دارد. نائومی دربارهٔ ازدواج کردن بحث می‌کند.

#### قسمت۶: پرستاران خانه
کامرون در حالی که مراقب خانه ناتالیا است، گربه اش را گم می‌کند. تی جی و ناتالیا سر پول باهم کنار نمی‌آیند. بری به نیکی درسی می‌آموزد.

#### قسمت۷: لاس زدن با فاندانگو
نائومی هنوز دربارهٔ امکان ازدواج بحث می‌کند. اوا خبرهای بیشتری دربارهٔ وضعیت سلامتیش دریافت می‌کند. کامرون و نیکی به ناتالیا کمک می‌کنند.

#### قسمت۸: قرمز و طلایی
سامر رائی و اوا ماری بیرون رینگ با هم دعوا می‌کنند. کامرون برای شهرت بیشتر کارهایی انجام می‌دهد.

#### قسمت۹: در کابو چه اتفاقی افتاد؟
گروه به مکزیک سفر می‌کند. در آنجا اوا ماری اوقات سختی را دارد و باید مقابل الکل خوردن مقاومت کند. نیکی رازی را از گذشته اش فاش می‌کند. نائومی از مصدومیت شدید چشم رنج می‌برد.

#### قسمت۱۰: کندن چاله
درحالیکه عروسی بری بسیار نزدیک است، خواهران بلا دعوا می‌کنند و نیکی از گفتن راز ازدواج قبلیش به سینا امتناع می‌کند. در این زمان، دیواها متوجه می‌شوند که چه کسی قرار است در رسلمینیا مسابقه داشته باشد.

#### قسمت۱۱: هیجان عروسی
بری و بر این عروسی می‌کنند؛ نهایتاً راز ازدواج نیکی فاش می‌شود؛ رسلمینیا

### فصل ۳ (۲۰۱۴)
در ۱۹ می ۲۰۱۴، E! اعلام کرد که فصل سوم توتال دیواز در ۷ سپتامبر ۲۰۱۴ با اضافه شدن رزا مندز روی آنتن می‌رود.

#### قسمت۱: تخمک‌های یخ زده
نیکی بدون اطلاع جان، تخمک‌هایش را منجمد می‌کند. ایوا ماری مجبور می‌شود بین همسر و خانواده اش، یکی را انتخاب کند. رزا مندز برمی گردد و یک راز تاریک را فاش می‌کند.

#### قسمت۲: ازدواج، مشکلات
کامرون تصمیمی می‌گیرد که آینده گروه فانکاداکتیلز را به خطر می‌اندازد. نیکی در انجماد تخمک‌هایش تجدید نظر می‌کند. بری، دنیل را تشویق می‌کند برای سلامتی جسمانیش نزد پزشک برود.

#### قسمت۳: سروصدای کنار جاده
بری و دنیل دربارهٔ آینده خود، خارج از wwe، تامل می‌کنند. وقتی ایوا ماری به دیدن خانواده اش می‌رود، عروسیش معضل می‌شود. سامر ری برمی گردد و دشمنی خود با ناتالیا را از سر می‌گیرد.

#### قسمت۴: رهایی دیواها
وقتی ناتالیا از تایسون دور می‌شود، رزا سعی می‌کند او را آرام کند. جیمی اوسو بخاطر عدم صمیمیت در رابطه با نائومی، ناراحت است. بر این به نیکی کمک می‌کند تا با بری آشتی کند.

#### قسمت۵: رک ترسو
بری متوجه شدت مصدومیت بر این می‌شود و از او می‌خواهد به جراحی دیگری فکر کند. بعد از اینکه برادر کوچک کامرون، کوئنتین، گم می‌شود، او به خانه برمی گردد. ایوا و جاناتان سر داشتن اسلحه در خانه باهم کشمکش دارند.

#### قسمت۶: جزیره را قرمز کن
تی جی، امید ناتالیا را مبنی بر بهبود ازدواجشان نابود می‌کند. نیکی ناراحت است که بری مانند گذشته خوش گذران نیست. کامرون و وینسنت با مشکلاتی در رابطه‌شان روبرو هستند.

#### قسمت۷: دورویی
نیکی می‌فهمد جان رازی را از او مخفی می‌کرده‌است. وقتی ناتالیا در مصاحبه‌ای حرف ناخوشایندی می‌زند، رابطه او و تی جی بدتر می‌شود.

#### قسمت ۸: فاجعه آنسوی کشور
وقتی رزا می‌فهمد که سامر شروع به قرار گذاشتن باگری کرده، اوضاع از کنترل خارج می‌شود. در همین زمان، سفر ایوا و جاناتان با کامرون و وینسنت پایان خوشی ندارد. ناتی سعی می‌کند رزا را آرام کند درحالیکه خودش هم در رابطه اش مشکلاتی دارد. بری با دنیل مشکلات مالی دارد.

#### قسمت ۹: دختر کوچولوی بابا
وقتی ایوا دربارهٔ وضع سرطان پدرش مطلع می‌شود، به بری و جاناتان پرخاش می‌کند. کامرون از نیکی می‌خواهد در خرید خانه‌ای با وینسنت به او کمک کند. در این حین، ناتی و تایسون به طلاق فکر می‌کنند. دوقلوها سعی می‌کنند ایوا را خوشحال کنند.

#### قسمت ۱۰: دیواها مسلط می‌شوند
ایوا و جاناتان عروسی می‌کنند. بری مخفیانه با جان صحبت می‌کند و این کار عواقب بدی در رابطه دوقلوها ایجاد می‌کند. در این حین، ماجرای ازدواج ناتی با تایسون برای بقیه دیواها فاش می‌شود. دوقلوها سعی می‌کنند رابطه ناتی و شوهرش را بهتر کنند ولی در نهایت اوضاع بدتر می‌شود و ناتی، تایسون را ترک می‌کند.

## جوایز و نامزدی‌ها
| سال  | جایزه                        | دسته‌بندی                | نامزد       | نتیجه    | منبع   |
| ---- | ---------------------------- | ----------------------- | ----------- | -------- | ------ |
| ۲۰۱۴ | جوایز برگزیده نوجوانان       | Choice TV: Reality Show | توتال دیواز | نامزدشده | [ ۱۵ ] |
| ۲۰۱۴ | PopSugar Best of 2014 Awards | Best Reality Show       | توتال دیواز | پیروز    | [ ۱۶ ] |
| ۲۰۱۶ | جوایز برگزیده نوجوانان       | Choice Female Athlete   | خواهران بلا | پیروز    | [ ۱۷ ] |
| ۲۰۱۶ | جوایز برگزیده نوجوانان       | Choice TV: Reality Show | توتال دیواز | نامزدشده | [ ۱۸ ] |
| ۲۰۱۷ | جوایز برگزیده نوجوانان       | Choice Female Athlete   | خواهران بلا | نامزدشده | [ ۱۹ ] |